# Tultitlán
Tultitlán è un comune del Messico, situato nello stato di Messico.